# Volker Bartsch

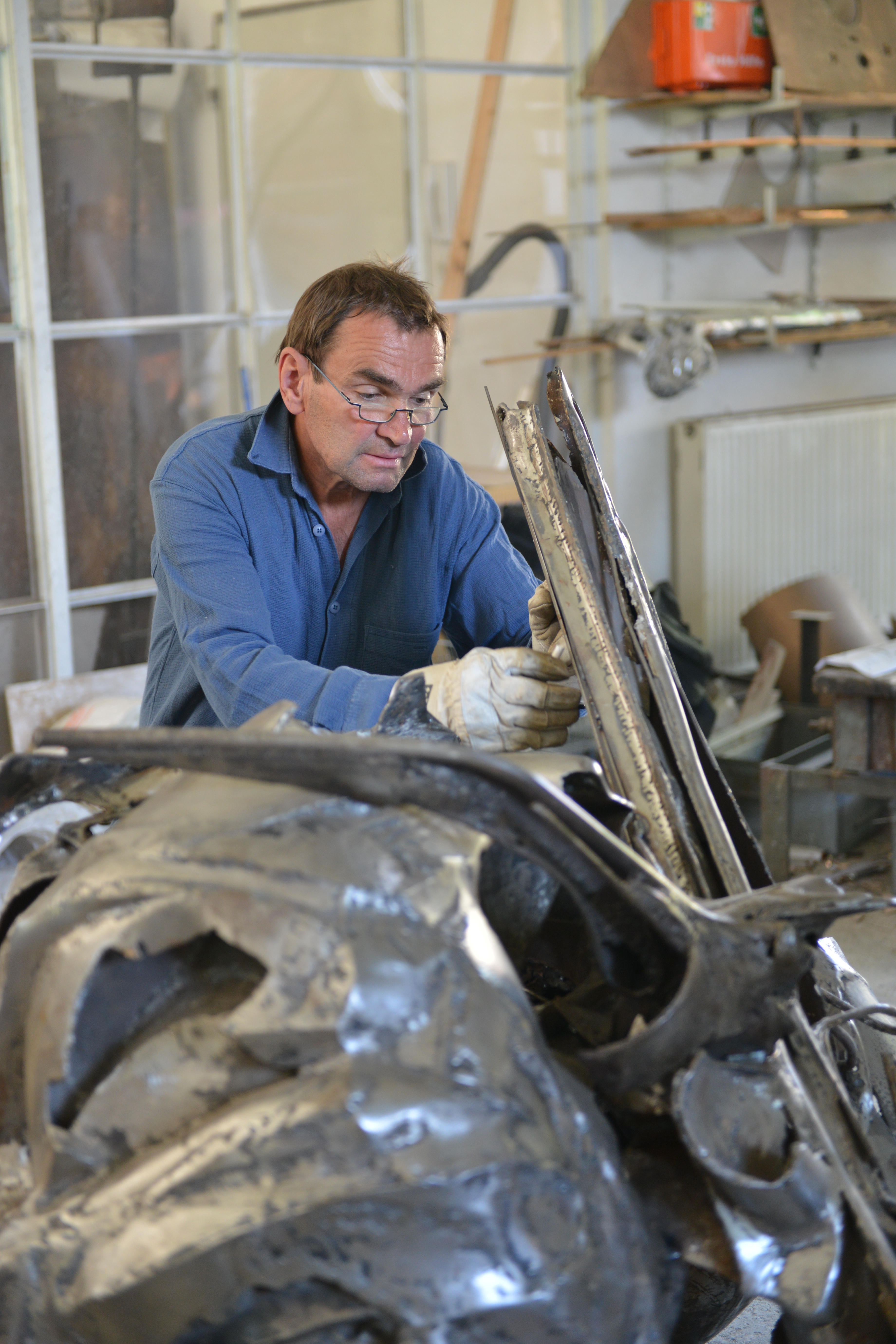
Volker Bartsch (2013)

Volker Bartsch (* 13. März 1953 in Goslar) ist ein deutscher Maler und Bildhauer.

## Biografie
Volker Bartsch studierte von 1973 bis 1979 Bildhauerei an der Universität der Künste Berlin bei Hans Nagel und Joseph H. Lonas und wurde 1979 zum Meisterschüler ernannt. 1988 erhielt er das Goslaer Kaiserring-Stipendium und gewann 1990 den Kunstpreis der Darmstädter Sezession.
Seit 1983 lebt Bartsch als freischaffender Künstler überwiegend in Berlin und hat seit 1996 ein Atelier in Wildenbruch bei Potsdam.
Neben längeren Arbeitsaufenthalten in Nordafrika, Portugal, der Toskana, in Rom und London führten ihn mehr als 50 Einzel- und zahlreiche Gruppenausstellungen durch Europa.

## Werk

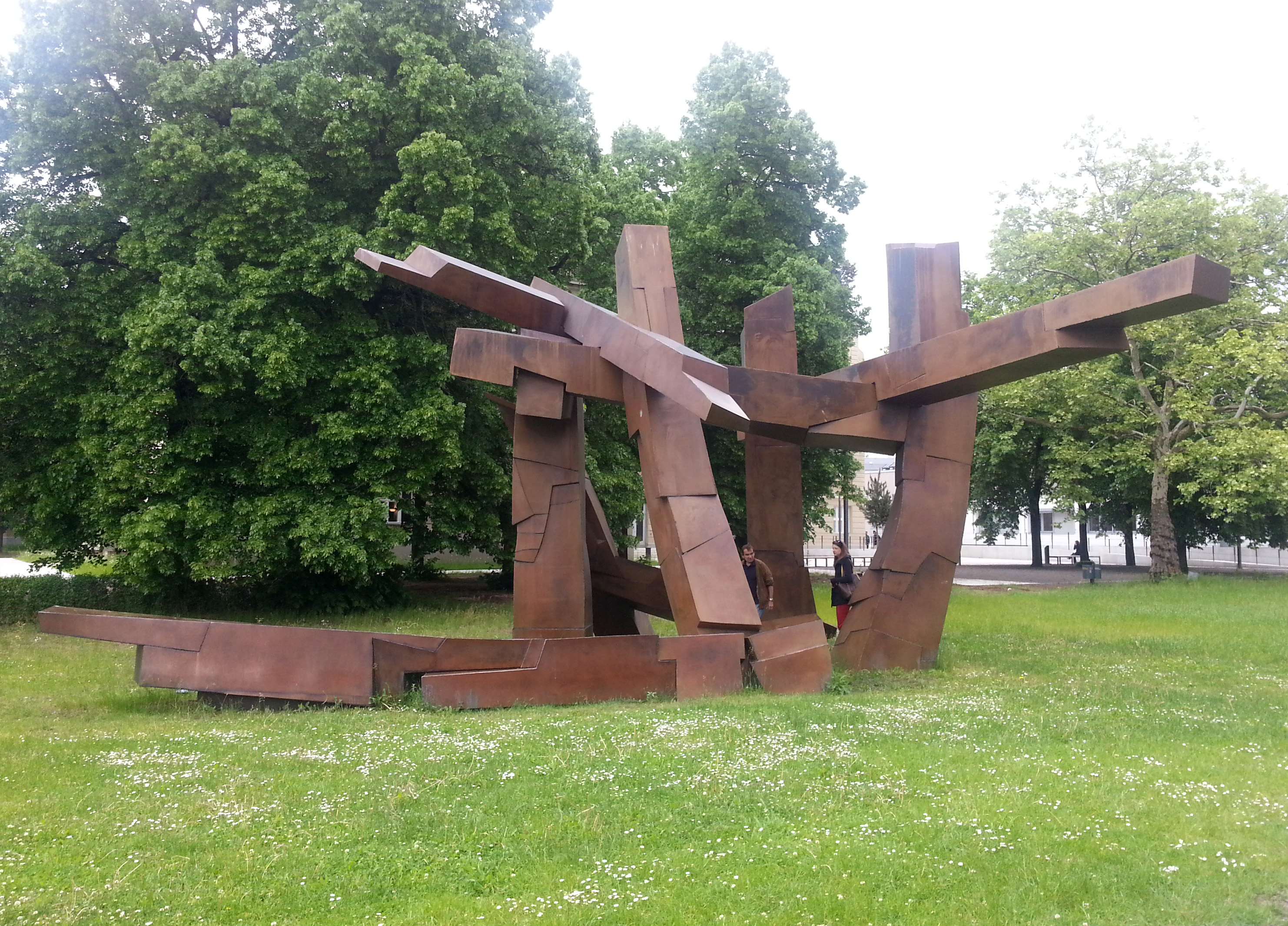
Perspektiven (2007), vor dem Henry Ford Bau der Freien Universität Berlin

Von 1980 bis 1982 lebte Bartsch in der Toskana und verdiente seinen Lebensunterhalt mit Landschafts- und Portraitmalerei.  Sein erster Auftrag für den öffentlichen Raum war die künstlerische Gestaltung des Ammonitenbrunnens auf dem Olof-Palme-Platz in Berlin nach einer Idee der Architekten Pit Achatzi/Rolf Backmann in den Jahren 1985-1987. Im Mai 1987 wurde die Brunnenanlage durch Königin Elisabeth II. eingeweiht. Durch den Tod eines engen Freundes entstand eine intensive malerische Auseinandersetzung mit dem gerade erst öffentlich werdenden Thema AIDS. Hauptthemen der 1990er Jahre waren das Tor als Symbol der Passage sowie das Hindernis in ihrer kulturellen und philosophischen Bedeutungsvielfalt. Neben begehbaren Portalen und Toren oder solchen, die nur eine Sichtöffnung freilassen, entstanden blockhafte Kompositionen, die sogar den Durchblick verwehren. Ab 2001 wurde der Raum zum beherrschenden Thema in Skulptur, Malerei und Grafik. Wichtigstes Zeugnis dieser Schaffensperiode ist die 5,5 × 5 × 7,5 m große Außenskulptur „Brückenschlag“ in Frankfurt am Main.
In den Jahren 2006/2007 konzipierte und baute er die Bronzeskulptur „Perspektiven“, die mit ihren 8 × 9 × 12 m bislang als größte und komplexeste Bronzeskulptur Europas gilt. Sie steht vor dem Henry-Ford-Bau der Freien Universität in Berlin-Dahlem ist eine Schenkung des Bankhauses Sal. Oppenheim jr. & Cie. an die Freie Universität Berlin und Studenten gewidmet, die in der Gründungsphase der Universität wegen ihres Einsatzes für die akademische und politische Freiheit ermordet wurden. Weitere von ihm geschaffene Gedenkmonumente sind die T4-Gedenkplatte zur Erinnerung an Euthanasie-Verbrechen im Nationalsozialismus (1933 bis 1945) in Berlin-Tiergarten sowie die Bronzeplastik an der Universität Potsdam (Standort Golm) zur Erinnerung an Opfer der Staatssicherheit der DDR.
2008/2009 erfolgte eine intensive Beschäftigung mit den „Sieben Todsünden“ und die Verlegung des Lebens- und Arbeitsmittelpunktes nach Rom. Die skurrilen Auswüchse des Jugendlichkeitswahns sowie der Schönheitschirurgie führten 2009–2011 zum in Malerei, Grafik und Skulptur umgesetzten Komplex „Fluch der Schönheit – Von Botox-Horror bis Silikon-Desaster“. 2012/2013 untersuchte Volker Bartsch von seinem Atelier im Berliner Techno-Club Kater Holzig aus das Thema „Berliner Clubszene – die härteste der Welt?“. Mit der Verlegung seines Lebens- und Arbeitsmittelpunktes nach London (2013/2014) begann die Arbeit am Komplex „Weg damit! Zwischen Moderne und Gentrifizierung“ 2015 entwickelte Bartsch ein spezielles Prägedruckverfahren zur dreidimensionalen Darstellung von Farbradierungen. 2017 bis 2019 entstand an historischen Orten eine Serie von Car Paintings und Car Prints. Auf eine malerische und grafische Auseinandersetzung mit den Auswirkungen der COVID-19-Pandemie auf Kunst, Kultur und Gemeinschaft folgt seit 2022 die Umsetzung von Narrativen der Leere in Form von Lochismen. Dabei werden die Bildträger gezielt verletzt und durchbohrt.

## Weitere Werke im öffentlichen Raum (Auswahl)
Zu Bartschs weiteren Arbeiten im öffentlichen Raum zählen unter anderem:

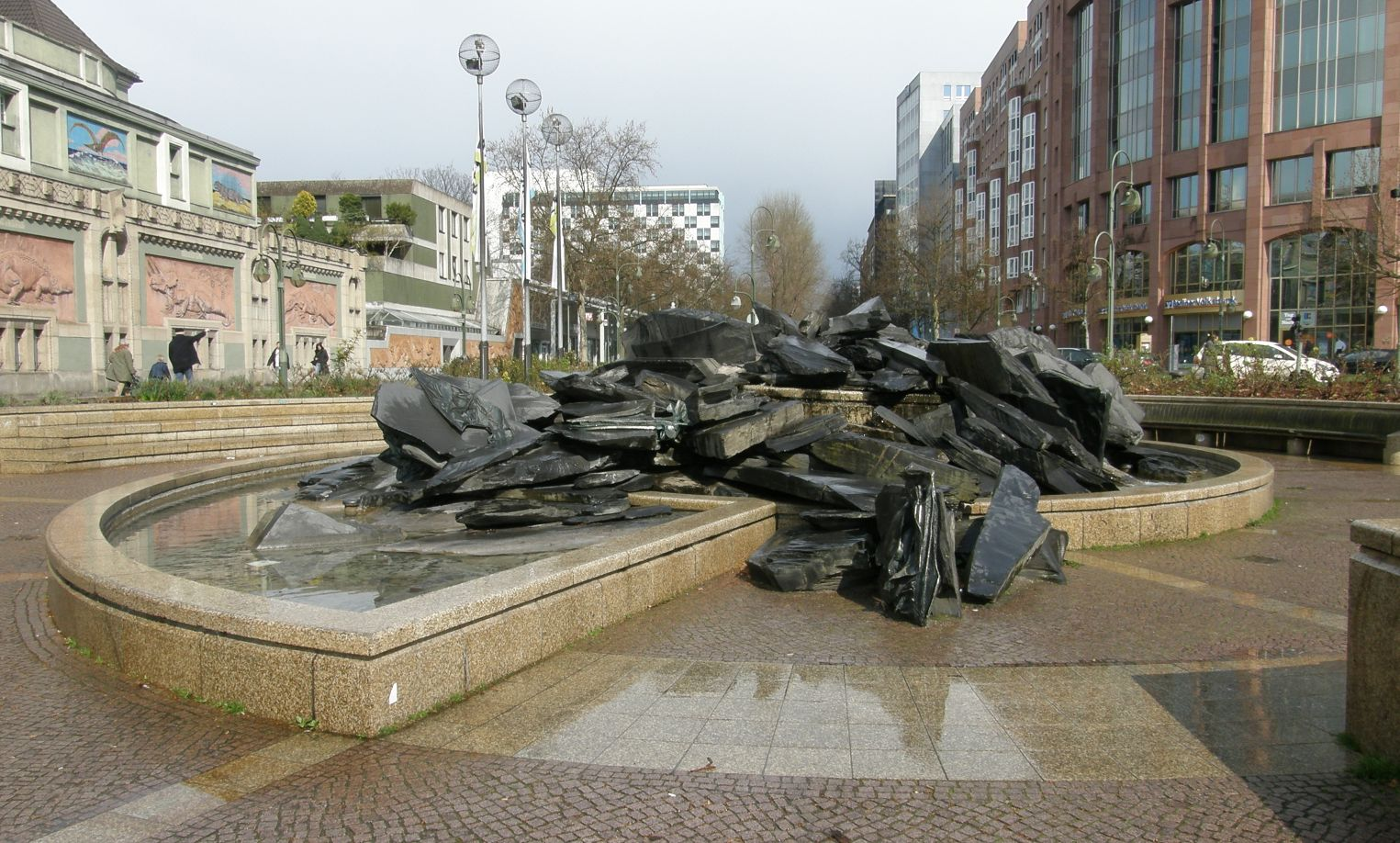
Ammonitenbrunnen (1985–87), Olof-Palme-Platz vor dem Aquarium in Berlin
- Seitigkeiten (1988), Berlin, Kulturforum/Nationalgalerie (die bronzene Hälfte der Skulptur wurde 2012 gestohlen[18])
- Gespaltenes Tor (1989), Berlin-Wedding
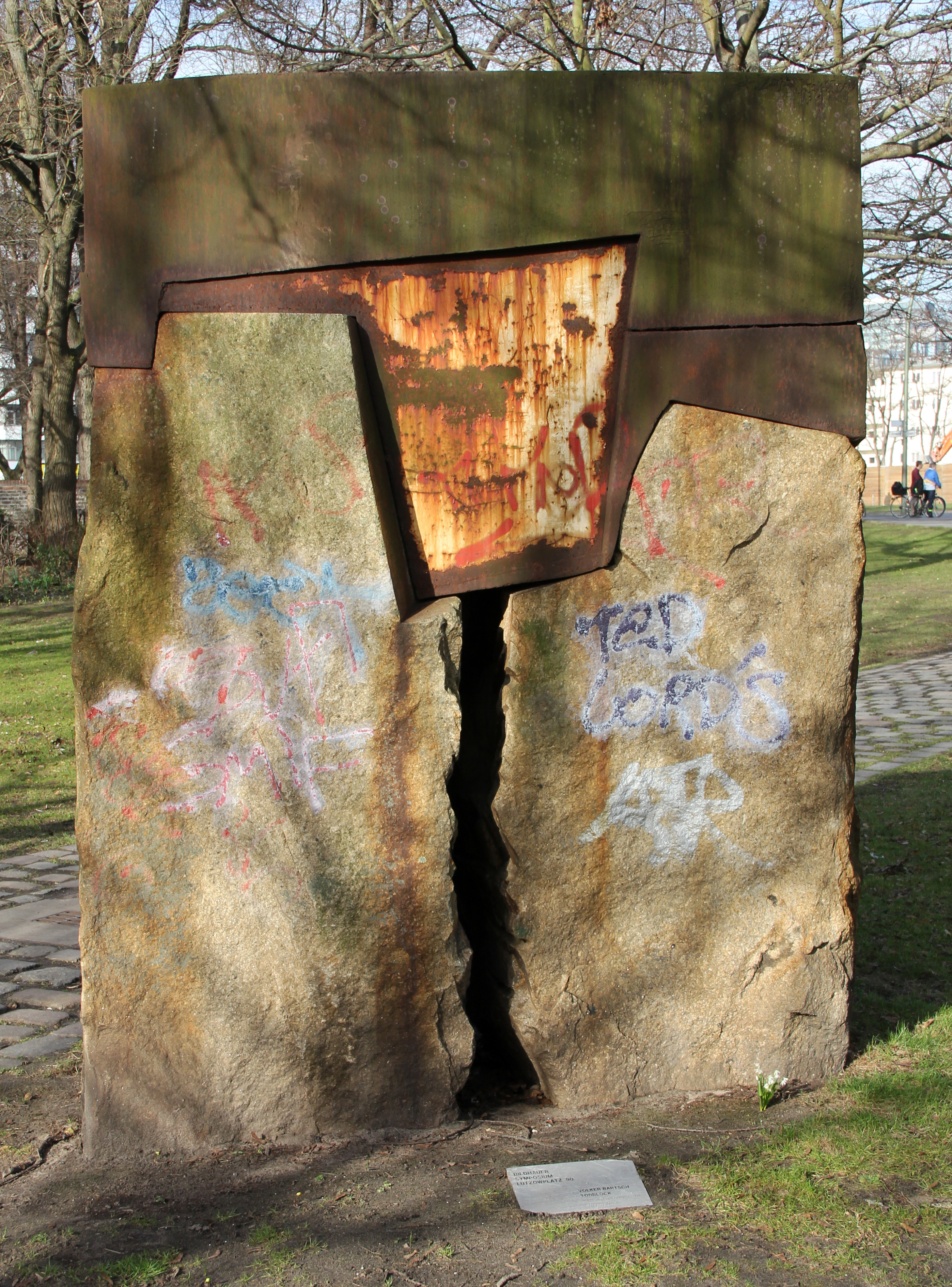
Aufbruch (1990), Berlin, Lützowplatz
- Wächter (1991), Eschborn
- Schultoranlage (1992), Berlin, Lützowstr.
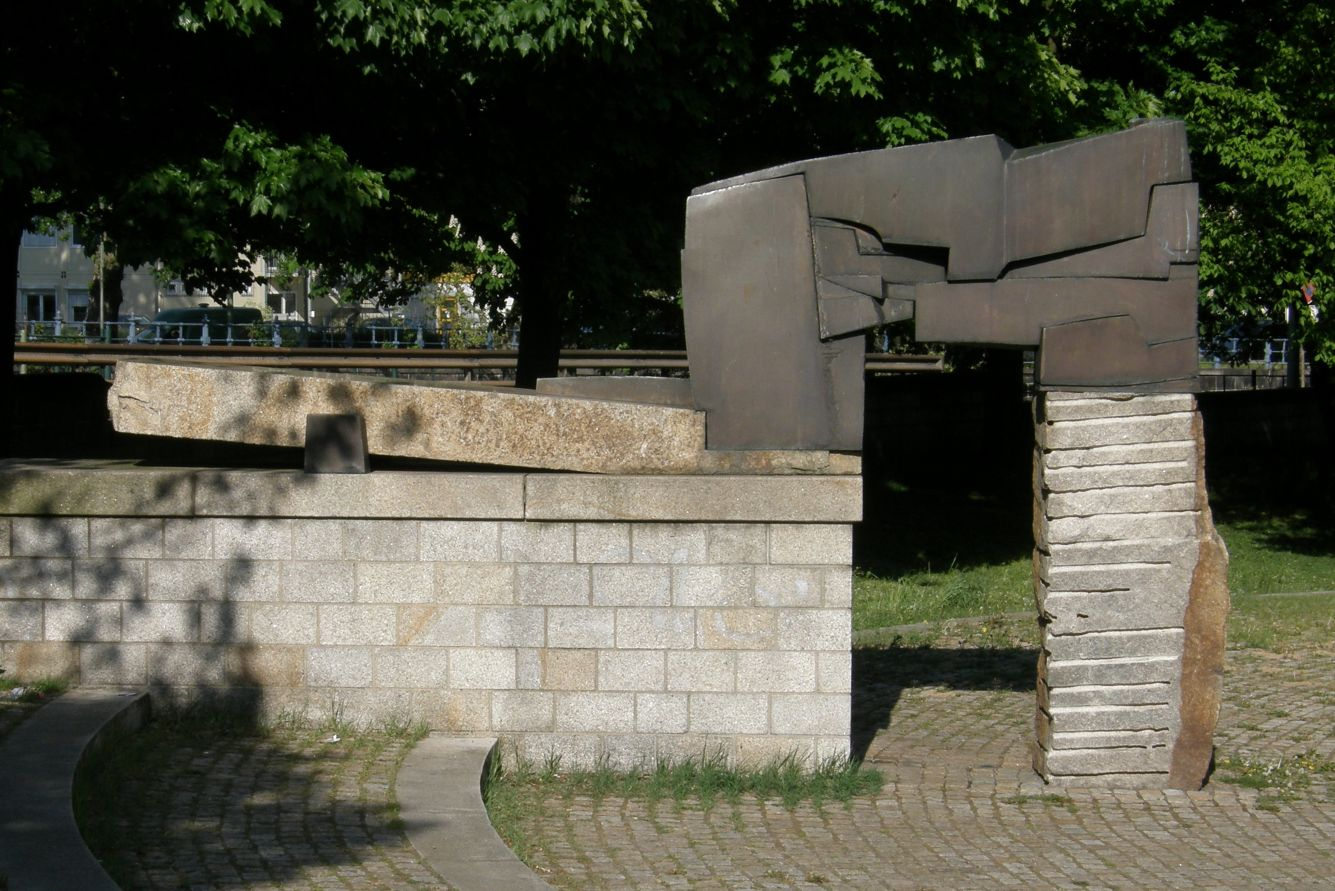
Tor am Karlsbad (1992), Berlin, Am Karlsbad/Nationalgalerie
- Aichacher Torblock (1992), Aichach
- Timon Carrée Tor (1993), Hannover
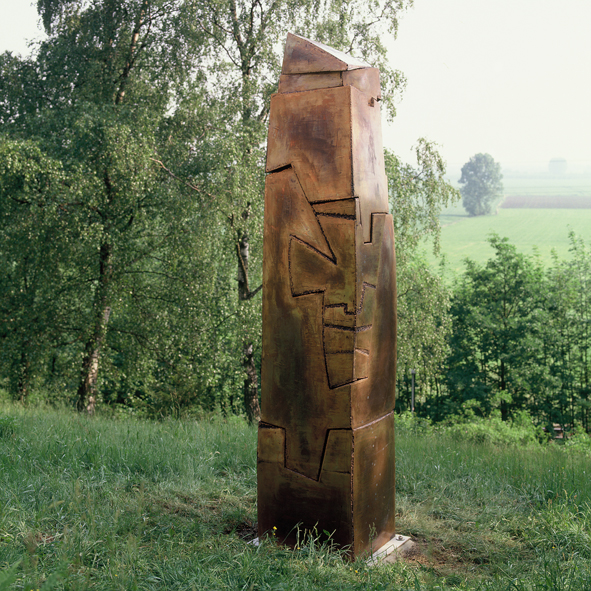
Wartende (1993), Stade, Schloss Agathenburg
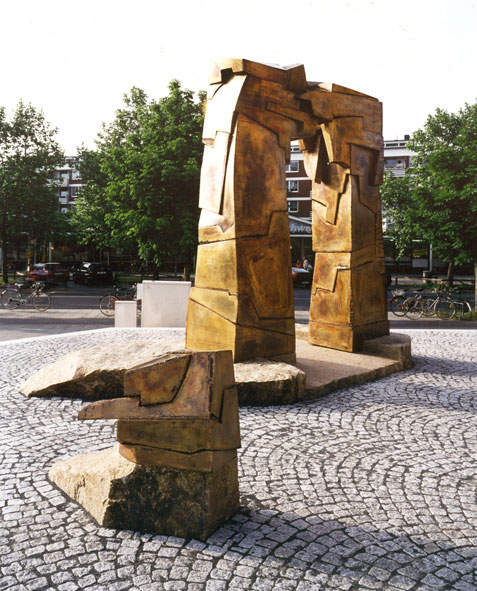
Timon-Carrée-Tor (1993), Hannover
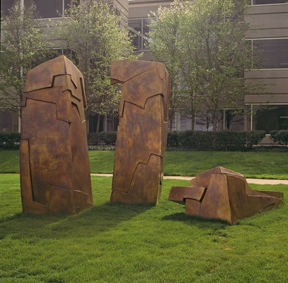
Golden Gate (1994), San Francisco, USA
- Wasserskulptur (1994), Großräschen
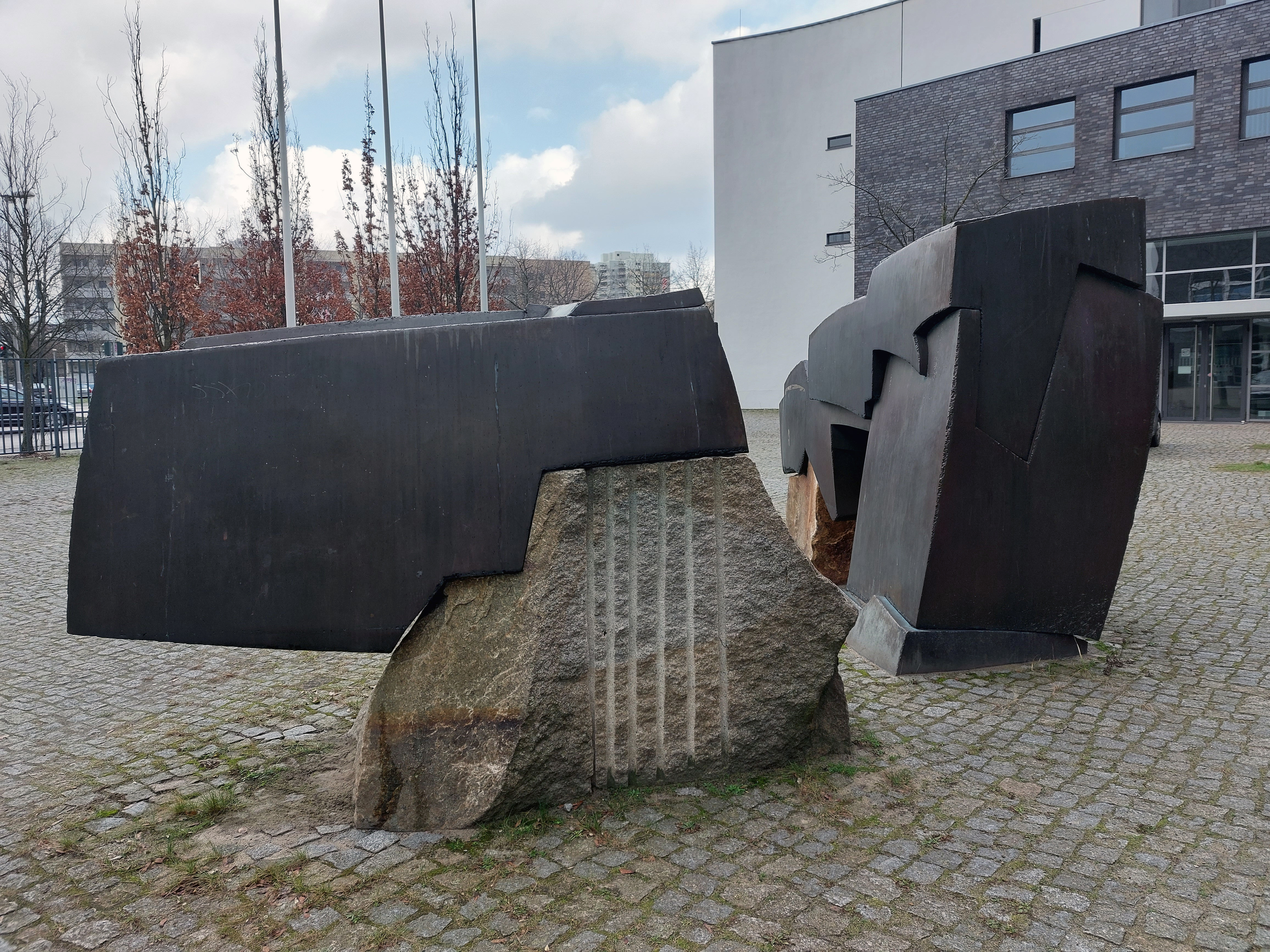
Skulpturenensemble (1995), Schulzentrum Berlin-Hohenschönhausen
- 7° (1996), Aichach
- Verwinkeltes Tor (1996), Basel
- Wasserskulptur (1997), Schwarzheide
- Power Gate (1998), Potsdam
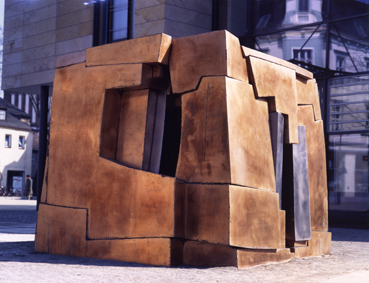
Hidden Treasure (1999), Senftenberg
- Grenzenlos (1999), Plessow
- UE I (2000), Berlin, Max-Delbrück-Zentrum
- Option (2000), Berlin, Ludwig-Erhard-Haus
- Gespiegelter Raum (2000), Ruhland, Sparkasse
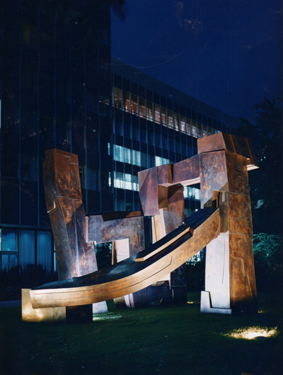
Brückenschlag (2001), Frankfurt am Main, Bockenheimer Landstraße
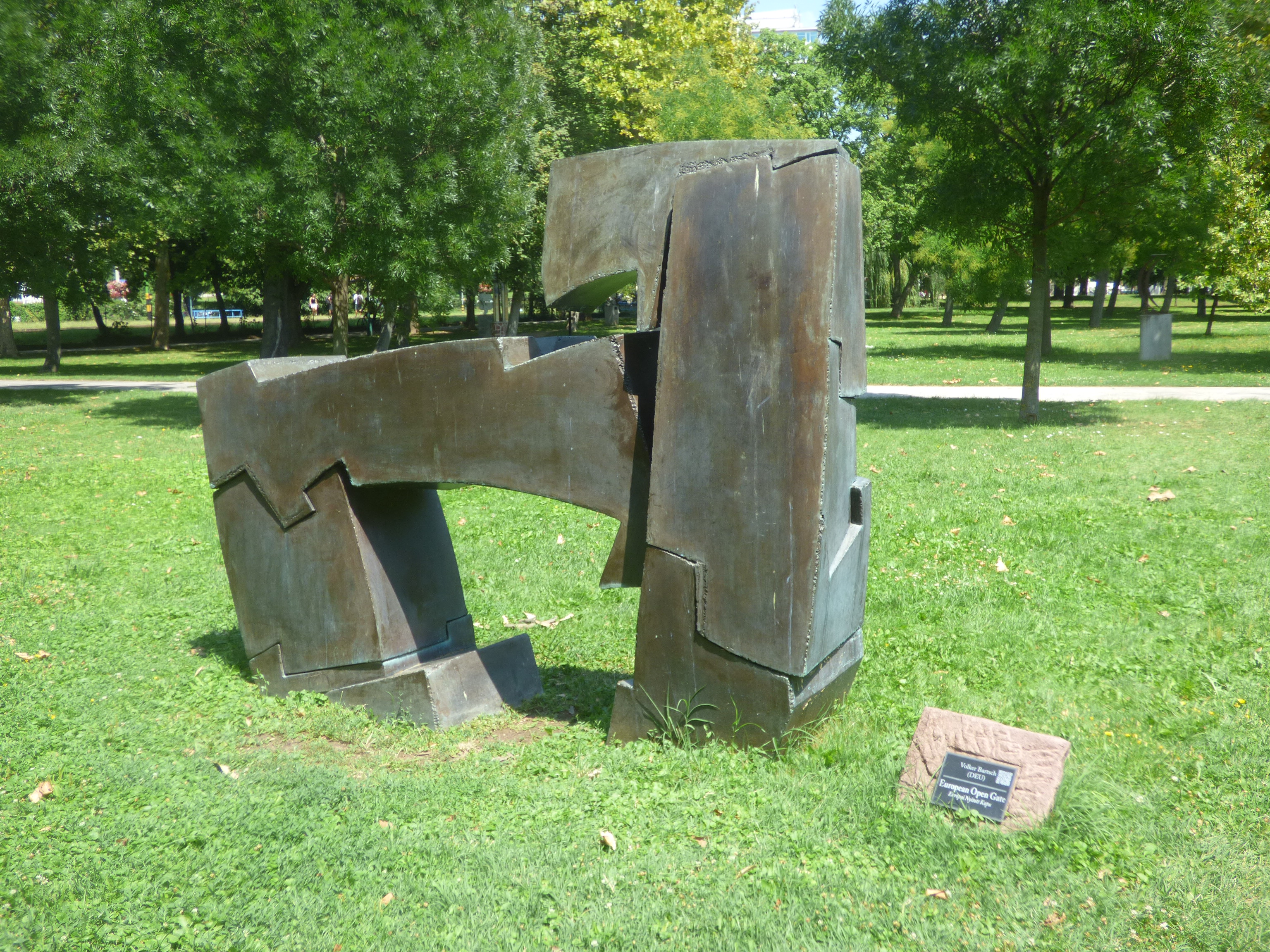
European Open Gate (Balatonalmádi, Ungarn)

- Goslar-Skulptur (2002), Goslar
- drei Außenskulpturen (2003), Meppen
- Perspektiven (2007), Freie Universität Berlin[8]
- Dreifach-Tor (2009), Frankfurt am Main

## Sonderausstellungen
- 2013: Volker Bartsch. Der Berliner Bildhauer zu seinem 60. Geburtstag, Georg Kolbe Museum, Berlin[19]

## Fotogalerie
- Ammonitenbrunnen (1987),
Berlin-Tiergarten
- Torblock (1990),
Berlin-Tiergarten
- Tor am Karlsbad (1992),
Berlin-Tiergarten
- Wartende (1993),
Schloss Agathenburg, Stade
- Timon-Carrée-Tor (1993),
Hannover
- Golden Gate (1994),
San Francisco
- Skulpturenensemble(1995),
Berlin-Neu-Hohenschönhausen
- Hidden Treasure (1999),
Senftenberg
- Brückenschlag (2001),
Frankfurt M.
- European Open Gate (Balatonalmádi, Ungarn)